# آلبرتو د مندوسا
آلبرتو دی مندوزا (انگلیسی: Alberto de Mendoza؛ ‏ ۲۱ ژانویهٔ ۱۹۲۳ – ۱۲ دسامبر ۲۰۱۱) بازیگر اهل آرژانتین بود.
از فیلم‌ها یا برنامه‌های تلویزیونی که وی در آن نقش داشته است، می‌توان به دوست داشتن اوفلیا، قاتلان ویژه، فصل شکار، بوسا نوا، سپس هیچ‌کدام باقی نماندند، جان‌سپردن، کلئوپاترا، تاپاس، ضعف اخلاقی عجیب خانم وارْدْ، دُم عقرب و شبح‌بانو اشاره کرد.